# Castello di Pietramala
Das Castello di Pietramala, auch Castello di Cleto oder Castello Normanno genannt, ist eine Burgruine aus dem 10. oder 11. Jahrhundert auf dem Monte Sant’Angelo in Cleto in der italienischen Region Kalabrien. Sie liegt in der Via Luigi de Seta, 48.

## Geschichte
Die Ursprünge des Castello di Cleto liegen in der späten byzantinischen und frühen normannischen Zeit. Die Normannen siedelten sich an den Hängen des Monte Sant’Angelo an und bauten auf dessen Gipfel die Burg zur Verteidigung.

## Beschreibung
Die Burg hat einen rechteckigen Grundriss mit zwei großen Rundtürmen. Einer davon saß möglicherweise auf dem Dach; der Vorbau hatte Fenster, einen Zugangsbogen und einige Räume. Die obere Hälfte diente der Verteidigung der Burg, die untere bildete den Wohnbereich. Der andere beherbergt einige „Silos“, die in das Felsenfundament geschnitten sind und der Lagerung von Getreide dienten. Später wurden sie zur Sammlung von Wasser und zur Lagerung von Lebensmitteln verwendet.